# A31 (Kasachstan)
Die A31 ist eine Fernstraße in Kasachstan im äußersten Westen des Landes. Die Straße ist eine Ost-West-Route von Tschapajew nach Schänibek bis zur Grenze nach Russland.

## Straßenbeschreibung
Die A31 führt von Tschapajew an der A28 ab. Die Route führt nach Westen durch Kastalowka um Schänibek weiter zur Grenze Russlands. Auf russischer Seite führt die Nebenstraße weiter in Richtung Wolgograd. Die A31 hat keine besondere Bedeutung. Die gesamte Strecke liegt im europäischen Kasachstan.

## Geschichte
Die A31 wurde im Jahr 2011 umnummeriert und ersetzt die R44, die aus den früheren 1990er Jahren stammt.

## Größere Orte an der Autobahn
- Tschapajew
- Kastalowka
- Schänibek